# Wilhelm von Bezold
Johann Friedrich Wilhelm von Bezold (Munique, 21 de junho de 1837 — Berlim, 17 de fevereiro de 1907) foi um físico e meteorologista alemão.
Bezold estudou matemática e física na Universidade de Munique e na Universidade de Göttingen. Lecionou meteorologia em Munique em 1861, tornando-se professor em 1866. Em 1868 foi professor na Universidade Técnica de Munique. Em 1875 foi nomeado membro da Academia de Ciências da Baviera.
De 1885 a 1907 foi diretor do Instituto de Meteorologia da Universidade de Berlim. Seu principal interesse de investigador foi a física atmosférica e contribuiu muito com o estudos de trovoadas.
Bezold foi um dos primeiros pesquisadores da termodinâmica atmosférica. Ele considerou processos pseudo-adiabáticos descrevendo o ar quando se move, expande, resfria e eventualmente condensa e precipita o vapor d'água.
As investigações de Bezold das figuras de Lichtenberg foram utilizadas por Heinrich Hertz durante suas tentativas de validar fisicamente a análise matemática das ondas eletromagnéticas de James Clerk Maxwell.